# Pin (insignia)

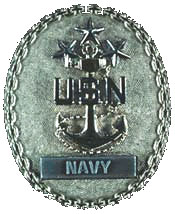
Prendedor.

Una chapa, chapita, pin, prendedor o botón, es un complemento y accesorio decorativo que forma parte de la indumentaria de una persona. Es creado con un trozo de metal —aunque pueden usarse otros materiales— de reducido tamaño normalmente, con un diseño que puede ser temporalmente sujeto a la superficie de una prenda con un enganche o alfiler de seguridad, o un pin formado a partir de alambre, un imperdible u otro mecanismo. Este mecanismo de sujeción está anclado a la parte de atrás de un disco de metal con forma de botón, ya sea plano o cóncavo, lo que deja un área en la parte delantera del botón para realizar una imagen o un mensaje impreso. Las palabras suelen usarse mucho en campañas políticas y comerciales. El primer diseño de una chapita fue en el siglo xii, aunque posteriormente se patentó en los Estados Unidos en 1896. Utilizado comúnmente por las mujeres en ocasiones especiales o fiestas como complemento de moda, donde lo principal es la elegancia. En la actualidad se utilizan diariamente como merchandising publicitario por parte de marcas o accesorio por jóvenes, y se encuentran en distintos estilos, formas y decoración.

## Historia

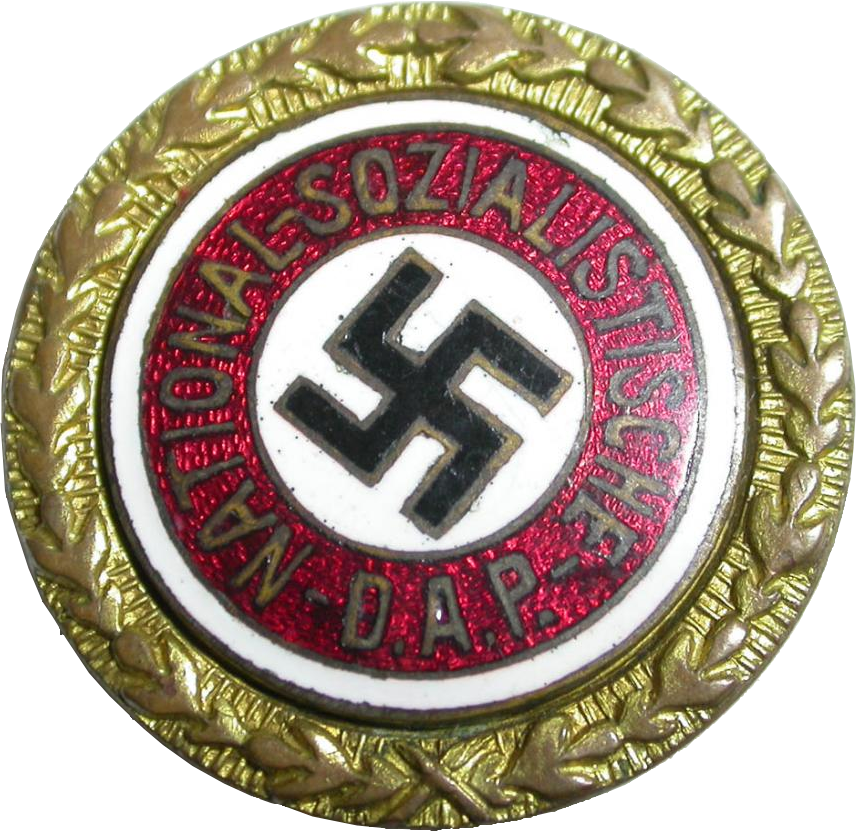
Placa Dorada del Partido Nazi.

Su historia se remonta a Roma, cuando en el siglo xii los peregrinos empezaron a usarlas llevando en ellas las imágenes de san Pedro y de san Pablo. Más tarde, durante el reinado de la reina Victoria I de Inglaterra se repartieron chapitas con la efigie de la reina para conmemorar los sesenta años que la reina llevaba en el trono.
Ya en el siglo xx, los primeros en troquelar masivamente los pines fue el Partido Nacionalsocialista Obrero Alemán, como una de sus principales estrategias de propaganda además de haber troquelado 10 000 de estos en oro caracterizados como la Placa Dorada del Partido. Durante los años 1960, los jóvenes fueron los que vieron en las chapas el medio para expresarse, por lo que los estudiantes fueron los que las fabricaban y usaban. Con ellas expresaban sus gustos musicales, sus ideas políticas e incluso su preferencia en tema de drogas. Más tarde, ya en la década de 1980, volvieron a ponerse de moda, pues los Sex Pistols las usaban para transmitir mensajes.
Muchas de las imágenes que nacieron para chapas se hicieron tan famosas que se pueden encontrar en pancartas, camisetas, banderas y pegatinas. Ejemplos de ello son las chapas de Have a nice day, Jesus loves you o la famosa cara amarilla sonriente conocida como Smile.

## Las chapas en Estados Unidos

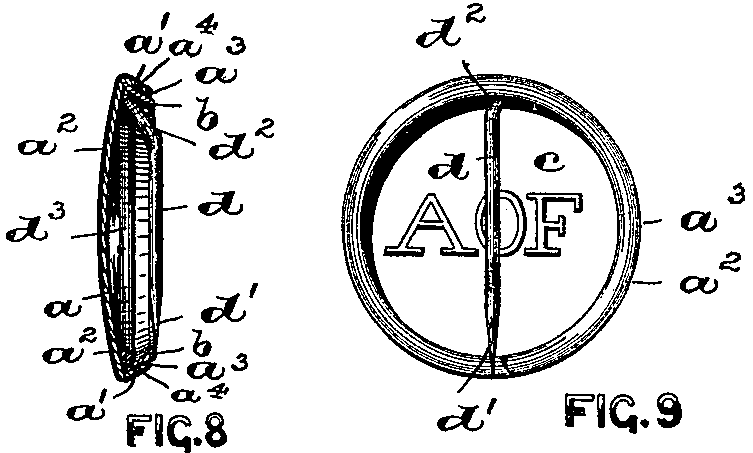

Las chapas con contenido políticos se han utilizado en los Estados Unidos desde la primera toma de posesión presidencial en 1789, cuando los partidarios de George Washington llevaban chapas impresas con un eslogan. Estas chapitas originalmente fueron cosidas a la solapa de un abrigo o usadas como un colgante en una cadena. Las chapas de la primera campaña se hicieron con fotografías para promover la plataforma política de Abraham Lincoln en 1860.
Benjamin S. Whitehead patentó la primera innovación en el diseño en 1893 mediante la inserción de una lámina de película transparente de celuloide sobre una fotografía montada sobre una placa para proteger la imagen de los arañazos, la lluvia y la abrasión. Whitehead tenía patentes para diversos diseños de escudos ornamentales y medallones con anterioridad, patentándolas desde 1892. Otra patente se emitió a Whitehead y Hoag el 21 de julio de 1896 para una Chapa o chapita, que utiliza una punta metálica anclada a la parte posterior del botón para fijar la placa. Gracias a estas mejoras, en Estados Unidos empezaron a fabricarlas en masa, pues eran mucho más baratas que los medallones y los colgantes que solían usar en aquella época.

Mi presente invención hace referencia a las mejoras en placas para su uso como insignias de solapa o botones, o en otros tipo de usos, y tiene por objeto primordial el ofrecer... un nuevo medio para la conexión de la concha ornamental o el botón de la barra o un perno para fijar la placa en la solapa de la chaqueta.
George B. Adams (21 de julio de 1896)

Otras mejoras y modificaciones en el diseño básico se patentaron en los años siguientes por otros inventores. Las chapas de 1898 fueron impresas con un popular personaje de los dibujos animados, El Chico Amarillo, y se ofrecieron como premio con la goma de mascar o los productos del tabaco para aumentar las ventas. Estas chapas se produjeron con una abertura cóncava en la parte de atrás —que ofreció un espacio para insertar publicidad—, o con la zona trasera plana —salvo la tapa metálica y el cierre—. Estas se llamaron chapas de «espalda abierta» y de «espalda cerrada». En 1945, la compañía Kellogg's, la pionera en premios dentro de cajas de cereales, insertó premios en forma de chapas en cada caja de Pep Cereal. Los cereales Pep han incluido diferentes escuadrones del ejército de los Estados Unidos, así como los personajes de tiras cómicas de los periódicos. Hubo cinco series de personajes de cómic y 18 chapas diferentes en cada set, con un total de 90 en la colección.

## Tipos

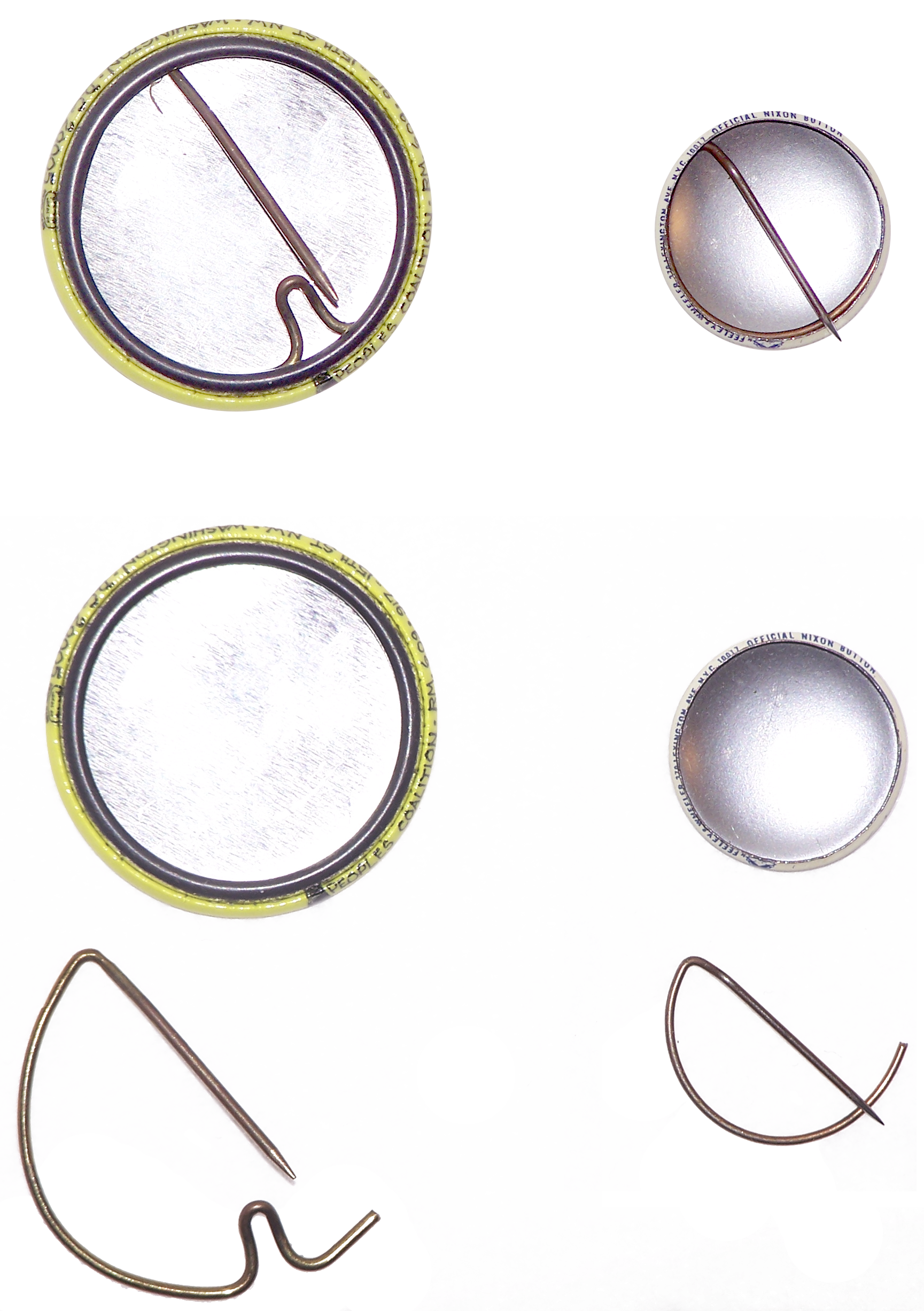
Dos chapitas montadas (arriba) y desmontadas (abajo) con dos diferentes sujeciones

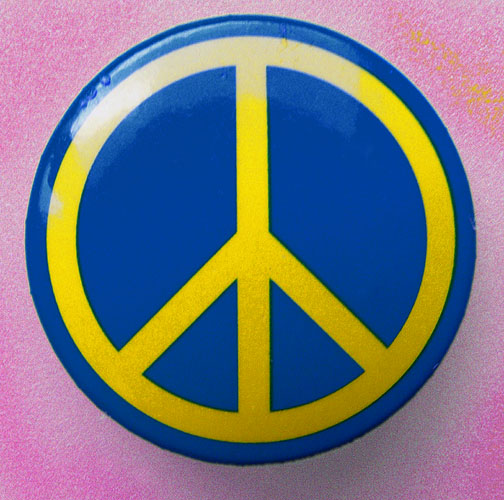
Signo de la paz en una chapa

Los enganches pueden ser de varios tipos, dependiendo del destino o de donde se vaya a sujetar el pin o insignia y dependiendo de la época y origen del mismo. Son frecuentemente usados en bolsos, carteras, gorras, abrigos, chalecos, camisetas, corbatas y todo tipo de vestuario u objeto donde se desee lucir. También son utilizadas como tipo de publicidad en algunas empresas o para destacar algún oficio de otro. Entre las personas que utilizan estos accesorios son los políticos que portan la insignia de su nación o partido.

### Materiales
Pueden estar diseñados en distintos tipos de materiales, según las necesidades o usos que se les pueda dar. Entre las más comunes:
- Fieltro —o pañolenci—.
- Botones.
- Plástico.
- Metal: Es el más común de los materiales. Aunque generalmente son de forma redonda, pueden adaptarse a otras formas y diseños, como banderas, logotipos, retratos, monumentos, mascotas comerciales, etc. Aparte del acabado metálico, puede decorarse con pintura de varios colores, imprimirse fotografías, imágenes o mensajes. Otros pueden tener brillos o lentejuelas.
- Cloisonne: Los alfileres de solapa Cloisonne son de calidad de joyería y están rellenos de esmalte duro.[9]

### Enganches
Los enganches más populares son:
- Solapa: Destinadas al ojal de una chaqueta. Suelen ser las más antiguas.
- Mariposa: Destinadas a cualquier prenda susceptible de ser atravesada por el porte posterior del pin que termina en pincho tipo chincheta, también llamada punta. Recibe el nombre de mariposa debido a que el enganche tiene dos alitas articuladas como si de una mariposa se tratase. Se trata de insignias modernas.
- Aguja: Como las de tipo mariposa están destinadas a cualquier prenda susceptible de ser atravesada por la aguja posterior. El cierre sigue la misma técnica que las agujas de tipo imperdible. Suelen ser antiguas o fabricadas en Reino Unido.
- Palillo: Se trata de pines o insignias similares a las de tipo de enganche aguja pero sin ningún tipo de cierre. También suelen ser antiguas o fabricadas en Europa Oriental.